# 梅农瓦勒
梅农瓦勒（法語：Ménonval，法語發音：[menɔ̃val]）是法国滨海塞纳省的一个市镇，属于迪耶普区。

## 地理
梅农瓦勒（49°46'20"N, 1°29'33"E）面积5.32 平方千米，位于法国诺曼底大区滨海塞纳省，该省份为法国北部沿海省份，其西部及北部濒大西洋英吉利海峡，东起顺时针与索姆省、瓦兹省、厄尔省和卡爾瓦多斯省接壤。
与梅农瓦勒接壤的市镇（或旧市镇、城区）包括：吕西、布赖地区讷沙泰勒。

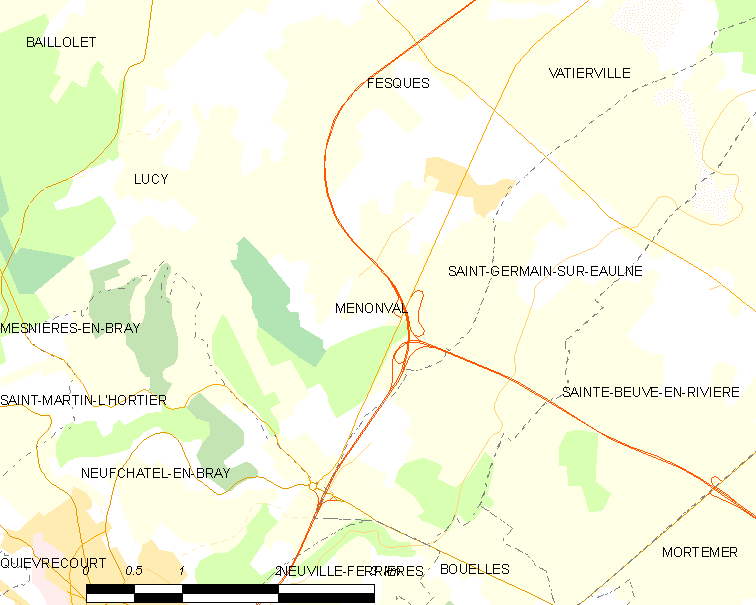
梅农瓦勒的OSM定位图

梅农瓦勒的时区为UTC+01:00、UTC+02:00（夏令时）。

## 行政
梅农瓦勒的邮政编码为76270，INSEE市镇编码为76424。

## 政治
梅农瓦勒所属的省级选区为布赖地区讷沙泰勒县。

## 人口

1962-2008年间梅农瓦勒人口变化图示

梅农瓦勒于2022年1月1日时的人口数量为236人。